# کاسترو (کومونه)
کاسترو (به ایتالیایی: Castro) یک کومونه در ایتالیا است که در استان برگامو واقع شده‌است. کاسترو ۳٫۵ کیلومتر مربع مساحت و ۱٬۴۴۹ نفر جمعیت دارد و ۲۰۰ متر بالاتر از سطح دریا واقع شده‌است.